# Петровское (Измалковский район)
Петро́вское — село Петровскиого сельсовета Измалковского района Липецкой области в 10 км к юго-востоку от с. Измалково.

## История и название
Во второй половине XVIII в. в этой местности было несколько небольших деревень. В одной на них в 1786 г. сооружена церковь. Строил её владелец Петр Григорьевич Муромцев, имя которого и сохранилось в названии села.

## Население
| 2010 |
| ---- |
| 53   |